# Matthias Flacius
Matthias Flacius Illyricus (en latin; en croate Matija Vlačić/Vlachich, en allemand Matthias Flach) (3 mars 1520 - 11 mars 1575), théologien protestant croate.

## Biographie
Né à Albona (aujourd'hui Labin) en Istrie, il avait étudié sous Martin Luther et Philippe Melanchthon. Il enseigna la langue hébraïque à Wittemberg (1544), puis la théologie à Iéna (1557). En 1558, il publia un recueil complet des écrits latins de Jan Hus. Il eut en 1560 de longues discussions avec Viktorin Strigel sur le péché originel, et fut pour cette raison forcé de quitter l'Université d'Iéna (1562). Il professa depuis dans différentes villes d'Allemagne et de Hollande. 
Flacius est auteur d'une Histoire ecclésiastique, en latin, qui est connue sous le nom de Centuries de Magdebourg, parce qu'il la commença dans la ville de ce nom. Elle a été imprimée à Bâle, 13 volumes in-folio, 1559-1574. On en a publié un extrait en 9 volumes in-4, Tubingue, 1592-1604. Cet extrait a été traduit partiellement en français. On a aussi de lui une Clavis Scripturae Sacrae.

## Publications
- De vocabulo fidei (1549) ;
- De voce et re fidei (1555) ;
- Catalogus testium veritatis, qui ante nostram aetatem reclamarunt Papae (1556) ;
- De corrupto Ecclesiae statu[1]  (1557 ), incluant le De Contemptu Mundi de Bernard de Morlaix ;
- Confessio Waldensium (1558) ;
- Konfutationsbuch (1559) ;
- Ecclesiastica historia, integram Ecclesiae Christi ideam... secundum singulas Centurias, perspicuo ordine complectens... ex vetustissimis historicis...congesta: Per aliquot studiosos et pios viros in urbe Magdeburgica (1559-1574) ;
- Clavis Scripturae Sacrae seu de Sermone Sacrarum literarum (1567) ;
- Glossa compendiaria in Novum Testamentum (1570).